# Brahmaea christophi
Brahmaea christophi är en fjärilsart som beskrevs av Otto Staudinger 1885. Brahmaea christophi ingår i släktet Brahmaea och familjen Brahmaeidae. Inga underarter finns listade i Catalogue of Life.